# Morgenshtern

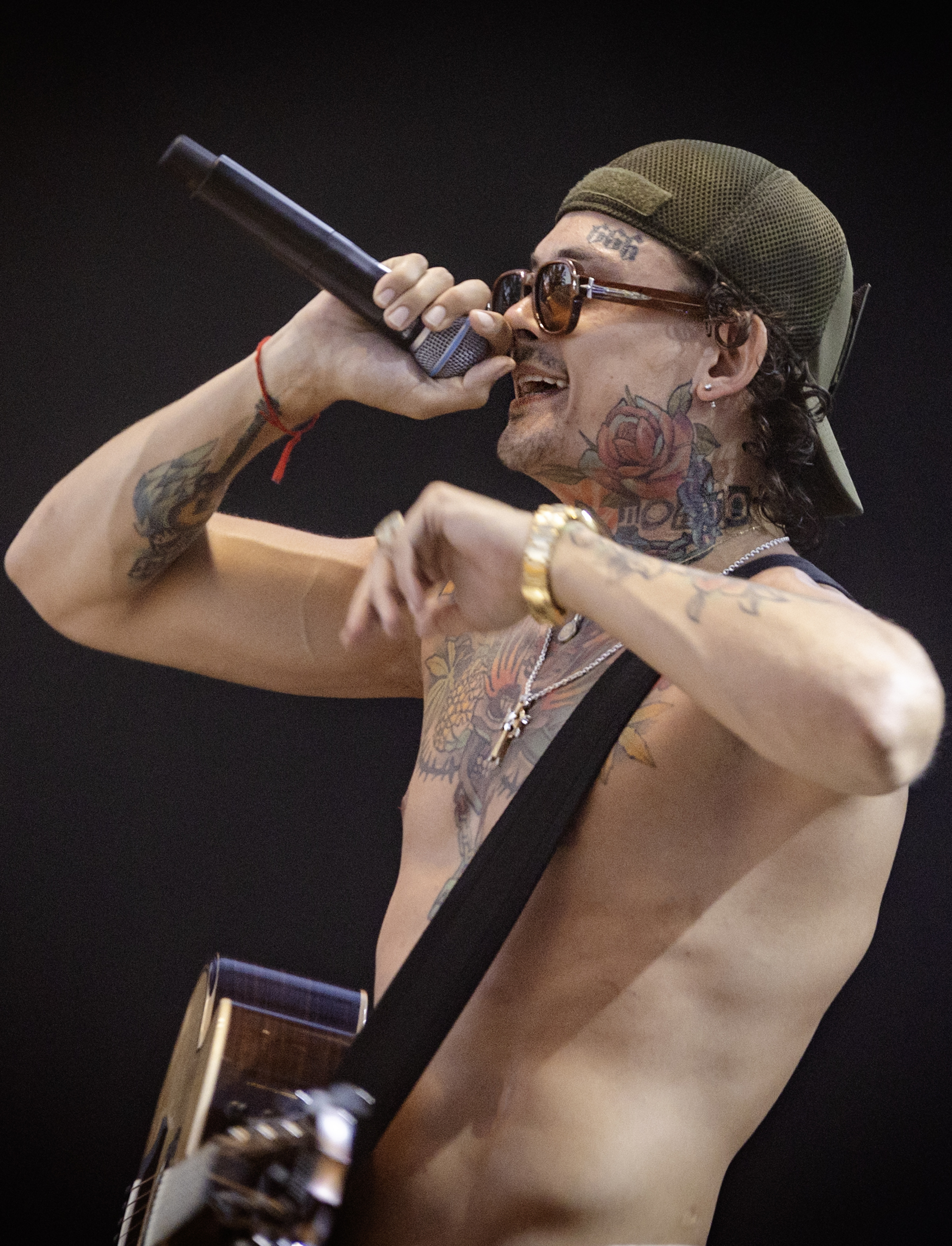
Morgenshtern (2024)

Morgenshtern (bürgerlich Alischer Tagirowitsch Morgenschtern, russisch Алишер Тагирович Моргенштерн, geboren als Alischer Tagirowitsch Walejew, russisch Алишер Тагирович Валеев; * 17. Februar 1998 in Ufa) ist ein russischer Rapper, Musikproduzent und Songwriter. Davor war er Vollzeit-YouTuber.

## Biografie
Alischer Walejew ist seit seiner Kindheit an Musik interessiert. Seinen Nachnamen änderte er als Jugendlicher zu Morgenstern (Russisch: Моргенштерн). Er veröffentlichte sein erstes Musikvideo im Jahr 2010. Eine Zeit lang studierte er Pädagogik, wurde aber wegen unsittlichen Verhaltens auf YouTube der Schule verwiesen. Außerdem war er Straßenmusiker und Kopf der Rockband MMD Crew. Er arbeitete mit dem russischen Rapper Face, dem Musiker Eldzhey, dem Rapper Timati, dem Rapper Fetty Wap und dem Rapper Lil Pump zusammen. Er ist derzeit einer der bekanntesten Musiker in Russland mit YouTube-Klicks in Millionenhöhe bei einer großen Social-Media-Anhängerschaft. 2019 feierte er seinen Durchbruch mit dem Lied Novyj Merin, das bis heute auf YouTube 94 Millionen Klicks hat. Im Jahr 2020 veröffentlichte Morgenstern seine Single ICE, welche eine große Aufmerksamkeit auf der Social-Media-Plattform TikTok erhielt. Ende des gleichen Jahres wurde er als Mann des Jahres von Tropical Style Awards und als Musiker des Jahres von GQ Person of the Year ausgezeichnet.

### Musikkarriere
Am 17. Februar 2018 veröffentlichte er sein erstes Mini-Album Hate Me. Am 13. Oktober 2018 erschien das Album Before I was known.
Im Herbst 2018 nahm Morgenshtern an den Dreharbeiten zum Video zum Little-Big-Song Skibidi teil und war in einer zweiten Version zu sehen.
Am 1. Januar 2019 veröffentlichte er das Album Smile, shithead!, zusammen mit dem russischen Videoblogger Dmitry Larin und Musiker LSP. Am 30. August 2019 erschien die Single Novyj Merin. Am 15. November 2019 veröffentlichte er die Single I don’t care, zusammen mit Klava Coka. Am 20. Dezember 2019 veröffentlichte er die Single Yung Hefner.
Am 17. Januar 2020 veröffentlichte er zusammen mit Slava Marlow das Album Легендарная пыль (zu Deutsch: „Legendärer Staub“), das innerhalb einer Woche während eines Livestreams produziert wurde. Es war das erfolgreichste Album in Morgenshterns Karriere; es erreichte eine Million Streams auf vk.com in der ersten halben Stunde nach der Veröffentlichung und fünf Millionen Streams in 11 Stunden. In den ersten zwei Tagen nach der Veröffentlichung wurde das Album auf vk.com mehr als 21 Millionen Mal abgespielt, was ein Rekord für soziale Netzwerke ist. Am 30. Januar 2020 besuchte er die Evening Urgant Show.
Am 5. März 2020 veröffentlichte er die Single Малышка (transliteriert Malyshka) zusammen mit dem russischen Musiker Sharlot. Am 5. Juni 2020 erschien seine Single Pososi. Das offizielle Musikvideo war Mitte 2020 das russische YouTube-Video mit den meisten Dislikes. Am 9. Juni 2020 veröffentlichte er die Single Cadillac, zusammen mit Eldzhey. Dies ist das meistgeklickte Musikvideo von Morgenshtern mit 100 Millionen Klicks. Am 31. Juli 2020 veröffentlichte er die Single Ice, welche auf dem sozialen Netzwerk TikTok internationale Aufmerksamkeit bekam.
Am 18. September 2020 veröffentlichte er die Single El Problema mit Timati (ru: Тимати), die 94 Millionen Klicks auf YouTube erreichte. Danach folgte die Kollaboration mit dem Rapper Lil Pump mit der Single Watafuk?! Das Lied erreichte 21 Millionen Klicks auf YouTube. Am Ende des Jahres 2020 veröffentlichte Morgenshtern seine Single Cristal & Moët, die auf YouTube nach einem Monat 45 Millionen Klicks erreichte.
Sein Hauptproduzent seit Yung Hefner ist der russische Musikproduzent und YouTuber Slava Marlow.

### Flucht aus Russland
2021 erhob der Chef des Ermittlungskomitees der Russischen Föderation Alexander Bastrykin den Vorwurf, Morgenshtern hätte über Sozialen Medien Drogenhandel betrieben. Angeblich soll sich aber Morgenshtern respektlos gegenüber russischen Kriegsveteranen des Zweiten Weltkrieges geäußert haben. Dies führte dazu, dass Morgenshtern Russland in Richtung Dubai verließ. Nach dem russischen Überfall auf die Ukraine 2022 veröffentlichte er im Exil ein Musikvideo, welches zum Frieden zwischen der Ukraine und Russland aufruft.
Am 6. Mai 2022 wurde er vom russischen Staat auf die Liste der „ausländischen Agenten“ gesetzt, dies weil er Einnahmen von seinen YouTube-Videos über das in Israel ansässige YouTube Multi-Channel-Network „Yoola Labs Ltd“ erhielt.

## Diskografie

### Alben
- 2018: Do togo kak stal izvesten
- 2019: Ulybnis, durak!
- 2020: Legendarnaya pyl
- 2021: Million Dollar: Happiness
- 2021: Million Dollar: Business
- 2022: Last One

### EPs
- 2018: Hate Me
- 2025: Alisher

### Singles (Auswahl)
| - 2018: Kopy na khvoste (mit Timurka Bits) - 2018: Vot Tak - 2018: Otpuskayu - 2019: Turn It On! (mit Palc) - 2019: Guerra - 2019: Noviy Merin - 2019: Igrovoy computer (mit EQT_Albert) - 2019: Mne Pokh (mit Klava Koka) - 2019: Yung Hefner - 2020: Mne Pokh (Acoustic Version) (mit Klava Koka) - 2020: Malyshka - 2020: Pososi - 2020: Cadillac (mit Eldzhey) - 2020: Ice - 2020: Lollipop (mit Eldzhey) - 2020: El Problemá (mit Timati) - 2020: Watafuk?! (mit Lil Pump) - 2020: Klip za 10 lyamov - 2020: Cristal & Moët | - 2020: Patatatata (mit Vitja AK) - 2020: Быстро (mit Slava Marlow) - 2021: Degenerat Deluxe (mit Eldar Dzharakhov) - 2021: Rozovoe vino 2 (mit Yung Trappa) - 2021: Family (mit Yung Trappa) - 2021: Novaya volna (mit DJ Smash) - 2021: Leck (mit Imanbek & Fetty Wap) - 2021: Dulo - 2021: Cristal & МОЁТ (Remix) (mit SODA LUV, blago white, MAYOT & OG Buda) - 2021: Domoy - 2021: Show - 2021: Aristocrat - 2022: Pochemu - 2022: 12 - 2022: C'est la vie - 2022: Nomer - 2022: Grustno (mit Magic Man) - 2024: Последняя Любовь |

## Auszeichnungen
|      | Auszeichnung               | Nominierung                               | Quelle |
| ---- | -------------------------- | ----------------------------------------- | ------ |
| 2020 | GQ Person of the Year 2020 | Musician of the Year (Musiker des Jahres) | [ 25 ] |